# Brésil aux Jeux sud-américains
Le Brésil fait partie des nations ayant participé de manière continue à tous les Jeux sud-américains depuis la première édition en 1978. Il a accueilli la septième édition des Jeux en 2002.
À l'issue des Jeux sud-américains de 2010, le Brésil totalise 1 431 médailles, dont 540 médailles d'or, 475 médailles d'argent et 416 médailles de bronze, en 9 participations aux Jeux sud-américains. Il se classe 2d dans le classement des médailles par nation derrière l'Argentine.